# Marcos Senesi
Marcos Nicolás Senesi (Concordia, Entre Ríos, 10 de mayo de 1997) es un futbolista argentino que juega de defensa en el AFC Bournemouth de la Premier League de Inglaterra.

## Trayectoria

### Inicios en San Lorenzo
Senesi llegó desde Concordia, Entre Ríos a San Lorenzo a los 12 años de edad para jugar en la décima división. Desde allí pasó por todas las categorías. Salió campeón en la séptima y catg viajó a Catar a disputar encuentros con la sexta. Luego jugó en la quinta, donde salió campeón invicto.
Sumó un total de 27 goles desde que llegó a la institución, 10 de los cuales corresponden a su paso por la quinta división, en 2015. En enero de 2016 firmó su primer contrato con C. A. San Lorenzo hasta junio de 2019. Durante su estancia en club disputó 72 partidos.

### Feyenoord
El 2 de septiembre de 2019 firmó un contrato de cuatro años con el Feyenoord neerlandés. El 10 de noviembre marcó su primer gol por el club, un cabezazo que sirvió para la victoria por 3-2 ante el RKC Waalwijk.
Después de tres temporadas en los Países Bajos y 116 encuentros disputados, habiendo disputado la final de la Liga Europa Conferencia de la UEFA en la última de ellas, fue traspasado en agosto de 2022 al AFC Bournemouth.

### AFC Bournemouth
Debutó en la derrota por 0:4 frente al Manchester City ingresando a los 79 minutos. El 11 de febrero de 2023 marcó su primer tanto con la camiseta del club inglés frente al Newcastle United, con una asistencia de Dango Ouattara.

## Selección nacional

### Juveniles
Fue convocado a la Selección Argentina Sub-20 por Claudio Úbeda para jugar la Copa Mundial de Fútbol Sub-20 de 2017, Senesi jugaría los 3 partidos del grupo, anotando un gol en la goleada 5-0 ante Guinea. Aunque lamentablemente Argentina quedaría tercera quedando eliminada del torneo.

#### Participaciones en Copas del Mundo Sub-20
| Copa                     | Sede          | Resultado     | Partidos | Goles |
| ------------------------ | ------------- | ------------- | -------- | ----- |
| Copa Mundial Sub-20 2017 | Corea del Sur | Primera ronda | 3        | 1     |

### Absoluta
De ascendencia italiana, fue convocado por el DT de la selección de Argentina, Lionel Scaloni, para jugar la Finalissima donde se proclamó campeón ante Italia.
El 5 de junio de 2022 jugó su primer partido en la selección argentina ingresando en el segundo tiempo contra Estonia, en lo que fue una victoria 5 a 0 con cinco goles de Lionel Messi.
| Torneo                               | Sede       | Resultado | Partidos | Goles |
| ------------------------------------ | ---------- | --------- | -------- | ----- |
| Copa de Campeones Conmebol-UEFA 2022 | Inglaterra | Campeón   | 0        | 0     |

## Estadísticas

### Clubes
Actualizado al último partido disputado el 9 de junio de 2025.
| Club                        | Div.          | Temporada     | Liga  | Liga  | Copas nacionales | Copas nacionales | Copas internacionales | Copas internacionales | Total | Total |
| Club                        | Div.          | Temporada     | Part. | Goles | Part.            | Goles            | Part.                 | Goles                 | Part. | Goles |
| --------------------------- | ------------- | ------------- | ----- | ----- | ---------------- | ---------------- | --------------------- | --------------------- | ----- | ----- |
| C. A. San Lorenzo Argentina | 1.ª           | 2016-17       | 11    | 0     | 0                | 0                | 2                     | 0                     | 13    | 0     |
| C. A. San Lorenzo Argentina | 1.ª           | 2017-18       | 13    | 1     | 3                | 0                | 6                     | 0                     | 22    | 1     |
| C. A. San Lorenzo Argentina | 1.ª           | 2018-19       | 23    | 0     | 3                | 0                | 7                     | 0                     | 33    | 0     |
| C. A. San Lorenzo Argentina | 1.ª           | 2019-20       | 4     | 0     | 0                | 0                | ―                     | ―                     | 4     | 0     |
| C. A. San Lorenzo Argentina | Total club    | Total club    | 51    | 1     | 6                | 0                | 15                    | 0                     | 72    | 1     |
| Feyenoord · Países Bajos    | 1.ª           | 2019-20       | 16    | 1     | 4                | 2                | 5                     | 0                     | 25    | 3     |
| Feyenoord · Países Bajos    | 1.ª           | 2020-21       | 34    | 3     | 2                | 0                | 5                     | 0                     | 41    | 3     |
| Feyenoord · Países Bajos    | 1.ª           | 2021-22       | 32    | 2     | 1                | 0                | 17                    | 1                     | 50    | 3     |
| Feyenoord · Países Bajos    | Total club    | Total club    | 82    | 6     | 7                | 2                | 27                    | 1                     | 116   | 9     |
| AFC Bournemouth Inglaterra  | 1.ª           | 2022-23       | 31    | 2     | 3                | 0                | ―                     | ―                     | 34    | 2     |
| AFC Bournemouth Inglaterra  | 1.ª           | 2023-24       | 31    | 4     | 5                | 0                | —                     | —                     | 36    | 4     |
| AFC Bournemouth Inglaterra  | 1.ª           | 2024-25       | 18    | 0     | 2                | 0                | —                     | —                     | 20    | 0     |
| AFC Bournemouth Inglaterra  | Total club    | Total club    | 80    | 6     | 10               | 0                | 0                     | 0                     | 90    | 6     |
| Total carrera               | Total carrera | Total carrera | 213   | 13    | 23               | 2                | 42                    | 1                     | 278   | 16    |

## Palmarés

### Campeonatos nacionales
| Título              | Equipo            | País      | Año  |
| ------------------- | ----------------- | --------- | ---- |
| Supercopa Argentina | C. A. San Lorenzo | Argentina | 2015 |

### Campeonatos internacionales
| Título                          | Equipo                 | Sede    | Año  |
| ------------------------------- | ---------------------- | ------- | ---- |
| Copa de Campeones Conmebol-UEFA | Selección de Argentina | Londres | 2022 |